# Schwarz (Patrizierfamilie)
Die vorpommersche Patrizierfamilie Schwarz führt ihren Ursprung auf einen Henning Schwarz zurück, der im 15. Jahrhundert aus Franken nach Pommern eingewandert sein soll. Ihre Mitglieder machten sich als Kaufleute, Geistliche und Gelehrte einen Namen. Dabei war Greifswald ihr Aufenthaltsschwerpunkt. Von diesem Zentrum aus verbreitete sich die Familie allmählich auf weitere Städte Vorpommerns.
Mit Sybilla Schwarz (99) brachte die Familie eine bedeutende Dichterin der Barocklyrik hervor.
Die Nummerierung ( ..) in der folgenden genealogischen Darstellung bezieht sich auf die von Gesterding vorgeschlagene und Berghaus fortgeführte Zählung (s. Lit.).

## Familienmitglieder
A1. (1) Casten ⚭ Magdalena Quant, 1503–1540 Ratmann in Greifswald
B1. (3) Andreas ⚭ Anna Elpen, ging nach Lübeck
C1. (9) Heinrich ⚭ Magdalena Glineke, Kaufmann in Greifswald
B2. (4) Barbara ⚭ Bertram Schmieterlow, Sohn von Nikolaus Smiterlow und Gesa von Lübeck
B3. 	(5) Peter ⚭ Dorothea Schmieterlow, Tochter von Nikolaus Smiterlow und Gesa von Lübeck, Bürgermeister von Stralsund
C2. (15) Christian ⚭ Dorothea Falk, Tochter des Stettiner Kanzlers Johann Falk
B4. (6) Casten ⚭ Catharina Gröneberg, Kaufmann in Greifswald
C3. (21) Andreas († 1602) ⚭ Liboria, Tochter von Moritz Bünsow, 1598–1602 Bürgermeister von Greifswald
D1. (54) Liboria ⚭ David, Sohn von Martin Völschow († 1590) und Regina Engelbrecht
C4. (22) Casten († 1581) ⚭ Gesa, Tochter von Jürgen Schmieterlow, Bürgermeister von Stralsund
D2. (55) Catharina († 1629) ⚭ Heinrich Hagemeister, Bürgermeister von Stralsund
C5. (23) Jürgen († 1596) ⚭ Emerentia, Tochter von Bertram Schmieterlow, Bürgermeister von Greifswald
D3. (65) Christian (1581–1648) ⚭ Regina Völschow (1582–1630), Bürgermeister von Greifswald
E1. (94) Christian (1610–1679), Bürgermeister von Stralsund
E2. (95) Regina ⚭ Barthold von Krakevitz, Generalsuperintendent
E3. (96) Joachim (1612–1660) ⚭ Gertrude Schwarz (106), Kaufmann in Greifswald
F1. (o.N.) Ilsabe ⚭ Jakob IV. Balthasar
F2. (134) Georg (1646–1692) ⚭ Maria Elisabeth, Tochter von Friedrich Gerdes
F3. (136) Joachim (1649–1710) ⚭ Maria Klevesat, Kaufmann in Stralsund
G1 (183) Christian (1674–1753), Bürgermeister von Stralsund
E4. (99) Sybilla (1621–1638), Dichterin
B5. (7) Mathias († 1582) ⚭ Gertrude Reich, Kaufmann in Greifswald
C6. (24) Magdalena ⚭ Ezechias Reich, Professor in Greifswald
C7. (29) Casten († 1623) ⚭ Gertrude Tessin, ab 1613 Bürgermeister in Greifswald
D4. (68) Matthias ⚭ Gertrude Bohlen
D5. (73) Casten († 1664) ⚭ Ilsabe Engelbrecht, Ratmann in Greifswald
E5. (106) Gertrude ⚭ Joachim (1612–1660) (96)
D6. (74) Albert ⚭ Anna, Tochter des Hieronimus Bünsow
E6. (110) Carsten ⚭ Gertrude Ruch
F4. (137) Albert ⚭ Barbara Eleonora Tabbert, Tochter von Matthäus Tabbert
E7. (111) Albert, Prediger in Horst, Kreis Grimmen
Mutter: Catharina Staven († 1682):
F5. (139) Christian (1664–1720), Pastor in Busdorf
G2. (187) Christoph Theodor ⚭ Margareta Krickenius, Pastor in Sagard (Rügen)
H1. (236) Georg Theodor († 1814) ⚭ Eleonora Stegemann, Pastor in Wiek
I1. (253) Charlotte ⚭ Karl Friedrich Wilhelm Hasselbach
I2. (254) Adolph Philipp Theodor (1777–1850) ⚭ Christina Philippina Hahne
J1. (264) Joseph Adolph (* 1809), Kreisgerichtsrat in Greifswald
J2. (265) Friedrich Heinrich (1811–1883) ⚭ Clara Fiedler, Pastor in Altefähr
K1. 282: Erich Philipp Theodor (* 1843)
J3. (266) Carl Wilhelm (1812–1885), Hofprediger in Gotha
J4. (267) Marie Sophia Adolfine (1814–1891) ⚭ Prof. Dr. Wilhelm August Varges (1805–1885) in Stettin
K2. (283) Anna Varges (1839–1926) ⚭ Carl August Wegener (1822–1896), Schulleiter in Stettin
L1. Karl Ernst Wilhelm Wegener (* 1859)
L2. Katharina Wegener (1866–1913) ⚭ Friedrich Helbing (1863–1941), Lehrer
L3. Antonia Wegener (1867–1915)
K3. (286) Konrad Varges (1845–1911) ⚭ Margarethe Stiller (1857–1877)
L4. Helene Varges (1877–1946)
I3. (256) Erich (1787–1876) ⚭ Franziska von Trebra, Generalarzt
J5. (268a) Heinrich, Professor am Johanneum in Graz
J6. (268b) Louise (1830–1870) ⚭ August Kalkoff (1823–1888), Kreisphysikus in Kölleda
K4. Paul Kalkoff (1858–1928), Reformationshistoriker
H2. (237) Christian Jacob ⚭ Dorothea Margareta Ulrica Haselberg, Pastor in Wusterhusen
I4. (259) Georg Wilhelm ⚭ Friederika Kaiser
J7. (269) Johanna Dorothea Friederika (* 1815) ⚭ Carl Weißenborn
K5. (288) Clara Weißenborn (1840–1881) ⚭ Hermann von Vahl (1826–1892), Jurist
L5. (298) Margareta von Vahl (* 1861)
L6. (299) Helene von Vahl (* 1862)
L7. (300) Caroline von Vahl (* 1864)
K6. (289) Hermann Weißenborn (* 1843)
I5. (261) Amalia (1797–1872) ⚭ Carl Johann Christoph Häckermann (1784–1872), Pfarrer in Neuenkirchen (bei Greifswald)
J8. (273) Gustav Häckermann (* 1816) ⚭ Maria Wossidlo, Pfarrer in Abtshagen und dann Bodstedt
K7. (290) Mathilde Häckermann (1848–1898) ⚭ Bernhard Balthasar (1838–1873), jüngster Bruder von Alwine Wuthenow
J9.(274) Wilhelm (* 1817) ⚭ Maria von Haselberg, Tochter von Ernst von Haselberg (Mediziner)
K8. (292) Ernst (* 1855)
J10. (275) Adolf Häckermann (1819–1891) ⚭ Mathilde von Kahlden († 1892), Oberlehrer in Greifswald
Mutter: Marie Zarnekow:
F6. (145) Albert Georg (1687–1755), 1747 geadelt
A2. (2) Joachim ⚭ Tita Bollhagen
B6. (8) Joachim ⚭ Elisabeth, Tochter von Caspar Bünsow, Bürgermeisters von Greifswald, und der Liboria Glineke
C8. (31) Joachim ⚭ Barbara, Tochter von Jürgen Schmieterlow, Bürgermeisters von Stralsund
D7.(77) Casper (1596–1662) ⚭ Margaretha Brandenburg
E8. (113) Joachim (1638–1716) ⚭ Sophia Schlichtkrull († 1704)
F7. (151) Sophia (* 1672) ⚭ Heinrich Brandanus Gebhardi
C9. (32) Emerentia († 1623) ⚭ Bartholomäus Battus
D8. Abraham Battus (1606–1674) ⚭ Anna Erich